# ナイラナ (水上機母艦)
|          |                                                   |
| 艦歴     |                                                   |
| 発注     |                                                   |
| 起工     | 1914年                                            |
| 進水     | 1915年6月21日                                     |
| 就役     | 1917年8月25日                                     |
| 退役     |                                                   |
| その後   | 1920年に売却                                      |
| 除籍     |                                                   |
| 性能諸元 |                                                   |
| 排水量   | 3,547トン                                         |
| 全長     | 352 ft (107 m) oa                                 |
| 全幅     | 45.5 ft (13.9 m)                                  |
| 吃水     | 14 ft (4.3 m)                                     |
| 機関     | パーソンズ式ギアード・タービン、2軸推進、6,300shp |
| 最大速   | 20ノット                                          |
| 乗員     | 278名                                             |
| 兵装     | 12ポンド砲2門 12ポンド対空砲2門                   |
| 搭載機   | 7機                                               |

ナイラナ (HMS Nairana) は、イギリス海軍の水上機母艦。

## 艦歴
1914年にダンバートンのウィリアム・デニー・アンド・ブラザース社で、オーストラリアのハダード・パーカー社向けに建造が始められたが、工事は途中で中断した。1917年2月27日に海軍によって取得され、陸上機および水上機の輸送艦として完成した。
「ナイラナ」は艦の前方に陸上機を収納し、後部には水上機を収めた。3つの作業室を持ち、飛行甲板を装備した。「ナイラナ」は7機の航空機を収容することができた。その経歴において「ナイラナ」はビアードモア SB3D、フェアリー カンパニア、ソッピース キャメルなどを運用した。
1917年8月25日に就役後、「ナイラナ」はグランド・フリートに所属した。1919年にはロシア内戦への支援活動に従事した。「ナイラナ」は1920年にタスマニアン・スチームシップ社に売却された。